# Jacob Acker
Jacob Acker (fl. XV secolo) è stato un pittore tedesco attivo a Ulma.

## Biografia
Membro di una famiglia di pittori di Ulma, fu autore delle portelle dell'organo del Duomo di Ulma (1473) e di una pala d'altare nella cappella del cimitero di san Leonardo a Rißtissen (1483).